# Писаренки (Решетилівська міська громада)
Писа́ренки — село в Україні, у Решетилівській міській громаді Полтавського району Полтавської області. Населення становить 36 осіб. До 2020 орган місцевого самоврядування — Покровська сільська рада

## Географія
Село Писаренки знаходиться на правому березі річки Вільхова Говтва, вище за течією примикає село Бабичі, нижче за течією на відстані 1,5 км розташоване село Коломак, на протилежному березі — село Лучки. На відстані 1,5 км розташоване селище Покровське. Річка в цьому місці звивиста, утворює лимани, стариці та заболочені озера. Поруч проходить автомобільна дорога Т 1721.

## Історія
12 червня 2020 року, відповідно до розпорядження Кабінету Міністрів України № 721-р «Про визначення адміністративних центрів та затвердження територій територіальних громад Полтавської області», село увійшло до складу Решетилівської міської громади.
19 липня 2020 року, в результаті адміністративно - територіальної реформи та ліквідації Решетилівського району, село увійшло до складу новоутвореного Полтавського району Полтавської області.

## Відомі люди

### Народились
- Антонець Володимир Михайлович — генерал-полковник, екс-командувач ВПС України, заступник Міністра України з питань надзвичайних ситуацій. Почесний громадянин міста Вінниці.